# Olympische Jugend-Sommerspiele 2018/Teilnehmer (Kirgisistan)
| Gelbes Symbol für Goldmedaillen mit stilisierten Olympischen Ringen | Graues Symbol für Silbermedaillen mit stilisierten Olympischen Ringen | Braundes Symbol für Bronzemedaillen mit stilisierten Olympischen Ringen |
| ------------------------------------------------------------------- | --------------------------------------------------------------------- | ----------------------------------------------------------------------- |
| —                                                                   | 2                                                                     | 1                                                                       |

Die Jugend-Olympiamannschaft aus Kirgisistan für die III. Olympischen Jugend-Sommerspiele vom 6. bis 18. Oktober 2018 in Buenos Aires (Argentinien) bestand aus 13 Athleten.

## Athleten nach Sportarten

### Basketball
Jungen
- 3x3: 18. Platz
- Syimyk Esenaliev
- Nursultan Lugmazov
- Nurbek Aidanbek Uulu
- Denis Geraschenko
Dunk: DNS

### Fechten
Jungen
- Khasan Baudunov
Degen Einzel: Bronze 
Mixed: Silber  (im Team Asien-Ozeanien 2)

### Judo
| Mädchen - Shakhida Narmukhamedova Klasse bis 78 kg: 13. Platz Mixed: 9. Platz (im Team Sydney) | Jungen - Sultan Zhenishbekov Klasse bis 66 kg: 17. Platz Mixed: Bronze (im Team Rio de Janeiro) |

### Leichtathletik
Mädchen
- Ewa Kadyrowa
200 m: 17. Platz

### Moderner Fünfkampf
| Mädchen - Ekaterina Tareva Einzel: 18. Platz Mixed: 17. Platz (mit Christo Panajotow Bulgarien) | Jungen - Aidar Kenzhebaev Einzel: 21. Platz Mixed: 13. Platz (mit Alida van der Merwe Südafrika) |

### Ringen
Jungen
- Elmirbek Sadyrov
Griechisch-römisch bis 60 kg: Silber

### Schwimmen
Jungen
- Denis Petrashov
50 m Brust: 7. Platz
100 m Brust: Silber 
200 m Brust: 9. Platz
- Vladislav Shuliko
100 m Schmetterling: 31. Platz